# 伊集田実
伊集田 実（いじゅうだ みのる）1924年（大正13年）5月20日 - 1991年（平成3年）5月17日。日本の劇作家、舞台演出家。

## 略歴
横浜市鶴見区潮田町483番地にて父實行、母ぐでの長男として出生。幼少の頃、父の事業の失敗で鹿児島県大島郡伊仙町面縄の親戚に引き取られて面縄小学校に通う。11歳の時に東京都港区芝の叔父道行に引き取られ、そこから南海小学校5年に通った。1944年7月、東京帝大が栃木県那須で林間大学講座を実施し、仏文学者鈴木信太郎の「フランス古典悲劇について」の講義があるというので伊集田は申し込んだ。しかし、講座に参加してみると鈴木教授は来ず、内容の変更されて土屋喬雄教授の「九州の一揆」講義を聞く。その講義で、鹿児島県伊仙町で江戸時代末期に起きた犬田布一揆を知り、これが後の伊集田の代表作となる劇「犬田布騒動」の基となったと本人がその著書「伊集田實劇作集」で述べている。東京では、郷土面縄の先輩泉芳朗との交流があった（後述「～劇作集」）。泉は詩人で教師。後に名瀬市長や奄美群島復帰協議会会長を勤めた。
　1946年、伊集田は徳之島に戻る。1947年、太平洋戦争後の米国統治下の奄美大島にて劇作をする。劇団「熱風座」に所属して、「野茶坊」、「犬田布騒動」、「コレヒドール隧道」などを書く。
　１９４７年（昭和２２年）9月発表の「犬田布騒動」は徳之島で実際に起きた騒動を題材にした劇で人気を得る。沖縄公演の記録も残る（間弘志著「全記録　分離期～」）。1948年、フリーの劇作家となり他の劇団にも作品を提供する。のちに伊集田は劇脚本総数70本程度を書いたと述べている（劇作集）。
　1954年から1968年まで伊仙町役場職員。1956年、富岡ヨシと結婚。「伊仙小唄」（1962年）、「徳之島農業高校校歌」（1964年）、「面縄（しま）暮らし」（1983年）、「面縄婦人会会歌」、「伊仙踊り」（1989年）などの作詞も行った（後述「～劇作集」）。
　1969年に上京して義理の弟に当たる政本猛経営の関東警報器に勤務する。1975年以降、南海日日新聞（本社、奄美市名瀬）に記事や連載ものを発表。
　著作として「犬田布騒動記」（海風社、1987年）、「伊集田實劇作集・劇団熱風座とその周辺」（道の島通信社、1997年）などがある。「～劇作集」のページの約半分近くは自叙伝、他は脚本と寄稿文である。伊集田と熱風座の活動については、間弘志著「全記録　分離期・軍政下の奄美復帰運動、文化運動」（南方新社、2003年）に詳しく書かれている。
　伊集田ヨシは、妻で伊仙町面縄出身ので随筆家。伊仙町の面縄小学校や東京などで小学校教諭を務めた。著書「徳之島望郷」（日本随筆家協会）などがある。